# 토머스 혼
토머스 혼(영어: Thomas Horn, 1997년 12월 14일 ~ )은 미국의 배우이다. 2011년 영화 《엄청나게 시끄럽고 믿을 수 없게 가까운》의 오스카 셸 역할로 잘 알려져 있다.

## 성장 과정
혼은 안과 외과 의사 아버지와 크로아티아 출신의 소아암 전문의 어머니 사이에 캘리포니아주 샌프란시스코에서 태어났다. 형제로는 동생 필립이 있다. 어느 정도의 스페인어와 유창한 크로아티아어를 말할 수 있으며, 북경어도 배우고 있다.

## 경력
혼은 2010년에 미국 퀴즈 프로그램 《제퍼디!》 키즈 위크에 참가하고 12,000달러의 상금을 손에 넣은 후 최종 문제에 도전해 31,800달러를 획득했다. 이 프로그램을 보고 있던 영화 프로듀서 스콧 루딘이 영화 《엄청나게 시끄럽고 믿을 수 없게 가까운》에 오스카 셸 역의 오디션을 권유했다. 오스카 셸을 연기한 혼의 연기력에 대해 비평가들은 "감수성이 예리하고 깊은 감정 표현이 보인다"고 높이 평가하였다.
2013년 영화 《스페이스 워리어스》 후에, 혼은 피드먼트 고등학교의 학생으로 돌아왔다. 2014년 혼은 캘리포니아 대학교 로스앤젤레스(UCLA)에서 공부하고 있다.

## 출연 작품
| 연도 | 제목                                                                    | 역할        | 비고 |
| ---- | ----------------------------------------------------------------------- | ----------- | ---- |
| 2011 | 엄청나게 시끄럽고 믿을 수 없게 가까운 Extremely Loud & Incredibly Close | 오스카 셸   |      |
| 2013 | 스페이스 워리어스 Space Warriors                                        | 지미 호킨스 |      |